# Golineasa, Mehedinți
Golineasa este un sat în comuna Dumbrava din județul Mehedinți, Oltenia, România.